# Cataldo Tandoy
Cataldo Tandoy, detto Aldo (Bari, 1913 – Agrigento, 30 marzo 1960), è stato un poliziotto italiano,  capo della squadra mobile di Agrigento e vittima della mafia.

## Biografia
Nacque a Bari nel 1913. Successivamente dopo gli studi, vinse il concorso di polizia e venne trasferito ad Agrigento, dove arrivò poco prima dell'uccisione del sindacalista Accursio Miraglia a Sciacca. Nel giro di pochi anni scalò tutte le gerarchie della questura fino a diventarne capo della squadra mobile. Fino ad allora non si era mai occupato di questioni mafiose e complotti politici, cose che saranno molto frequenti durante la sua carriera. Si sposò in un appartamento di Raffadali, conosciuto all'epoca con il nome di Palazzo del principe, tra gli anni 1944 e 1946 con Leila Motta, all'epoca circa ventenne e considerata una donna molto bella. Nel luglio 1959 iniziò a trasferirsi a Roma, lasciando la moglie in Sicilia per il disbrigo del trasloco. La raggiunse otto mesi dopo, ma trovò la morte.

### Delitto Miraglia
Fu lui ad iniziare ed in seguito collaborare per le indagini sull'omicidio del sindacalista Accursio Miraglia. In poche settimane arrestò 6 presunti colpevoli e mafiosi provenienti da diverse parti della Sicilia: Favara, Castelvetrano, Caltabellotta e la stessa Sciacca e devoti alla famiglia di Giuseppe La Loggia. Tandoy era certo della loro colpevolezza ma non fece neanche in tempo ad esprimere la sua che tutti e sei gli imputati furono prosciolti in istruttoria. Questi ultimi appena liberi lo denunciarono alla magistratura, assieme ad altri poliziotti in servizio alla Squadra Mobile di Agrigento, per torture e sevizie al fine di farli confessare ma la Procura di Agrigento li prosciolse a loro volta per non aver commesso il fatto.

### Delitto Giglio
Nel 1951 fu ucciso il sindaco di Alessandria della Rocca, affiliato alla mafia, Eraclide Giglio. Tandoy seppe tramite approfondite indagini e ad alcuni informatori che il delitto era stato deciso durante una riunione in una chiesa di Aragona. Per questo riuscì a scoprire il sicario ma ancora una volta arrivò tardi poiché questi venne ucciso cinque minuti prima dell'arresto e la stessa fine fece un altro sospettato.

### Altri casi
Fu presente anche quando fu ucciso un uomo di Raffadali ed egli trattenne in questura per circa 48 ore un certo signor Mangione, presunto guardaspalle dei La Loggia. Alcuni giorni dopo, aveva gridato a gran voce a pochi, che sapeva chi era l'omicida, ma l'omertà della gente non gli permise di essere capito. Allora minacciò di andare a parlare con il segretario della DC Aldo Moro, suo grande amico nonché compagno di scuola, raccontandogli di quelli che erano i segreti del partito che aveva scoperto, come per esempio alcune delle cause dei numerosi atti di sangue all'interno delle fazioni.

### Assassinio
Fu ucciso il 30 marzo 1960 nel popolarissimo viale della Vittoria di Agrigento, mentre passeggiava con la moglie. Con lui fu colpito, da un proiettile di rimbalzo che ne causò la morte, Antonio Damanti detto Ninni, un ragazzo che passava di lì casualmente. Dopo la morte si scoprì che aveva appena iniziato a scrivere per il quotidiano L'Ora.

#### Indagini e processo
La prima tesi avanzata dagli inquirenti fu quella del delitto passionale, poiché da poco si era scoperto che la moglie di Tandoy aveva un amante. Si disse che costui fosse proprio un esponente della Democrazia Cristiana, il professor Mario La Loggia, direttore dell'ospedale psichiatrico di Agrigento e fratello dell'ex Presidente della Regione Siciliana Giuseppe. Quest'ultimo finì per essere arrestato come mandante, ma successivamente la polizia abbandonò questa tesi rimettendolo in libertà. 
Nel 1963 l’indagine viene assegnata al sostituto procuratore di Palermo Luigi Fici, il quale, accertata l’infondatezza della tesi passionale, individua come movente del delitto Tandoy le sue indagini sull'omicidio di Antonino Galvano, uno dei capi della mafia di Raffadali, piccolo centro dell'agrigentino: verranno rinviati a giudizio ventuno mafiosi di Raffadali e come mandante Vincenzo Di Carlo, un personaggio che nel piccolo paese gode di grande rispetto perché ricopre contemporaneamente tre cariche: segretario comunale della Democrazia cristiana, giudice conciliatore e boss della mafia locale. Il processo venne spostato per legittima suspicione presso la Corte d'assise di Lecce, che nel 1968 pronunciò otto condanne all'ergastolo (tra cui quella di Di Carlo) e un totale di 175 anni di carcere per gli altri quattordici imputati. La Corte di cassazione, il 28 febbraio 1975, conferma il verdetto di condanna già formulato in primo grado e in Corte d’Assise d’Appello.

## Influenza culturale
L'omicidio di Tandoy ispirò Leonardo Sciascia per la scrittura del suo famoso romanzo A ciascuno il suo (1966), da cui venne tratto l'omonimo film di Elio Petri, ma anche lo scrittore favarese Antonio Russello per la stesura del romanzo La grande sete (1962) e l'autore televisivo Michele Guardì, il quale ha portato in scena nel 2022 lo spettacolo, da lui stesso scritto e diretto, Il caso Tandoy, interpretato fra gli altri da Gianluca Guidi e Giuseppe Manfridi.